# Mezőváros

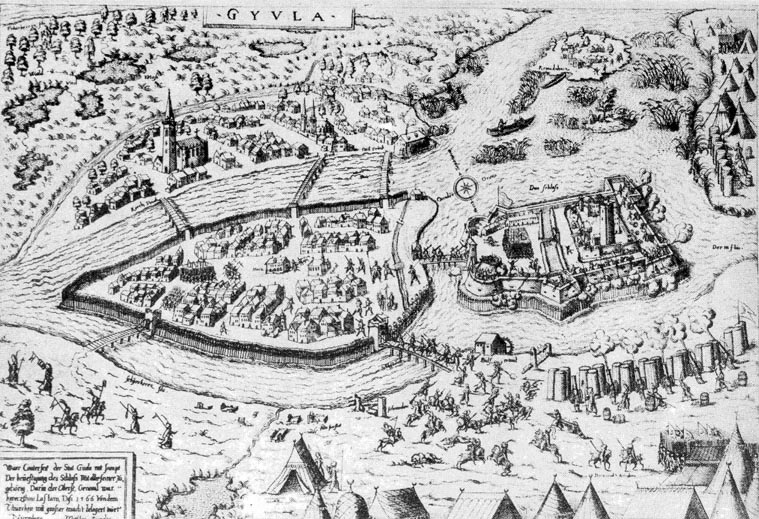
Gyula mezőváros a 16. században.

A mezőváros (latinul oppidum, v. oppidium) a terület földesura által kiváltságokkal felruházott település volt a történelmi Magyarországon. A kiváltságok konkrét tartalma, kiterjedése minden esetben egyedileg alakult ki, a földesúr döntésétől, illetve az általa a közösséggel kötött megállapodástól függött, így egységes mezővárosi jogállásról nem beszélhetünk, annak ellenére, hogy néhány alapvető kiváltságot szinte minden mezőváros megszerzett. A legfontosabb, tulajdonképpen a mezővárosi rangot biztosító kiváltság a vásártartási jog volt. A mezőváros elnevezés arra utal, hogy e településeknek nem volt joguk városfalat építeni, így általában a nyílt mezőn álltak a falvakhoz hasonlóan, esetleg palánkkal vagy földsánccal kerítették őket.
A mezővárosok – a szabad királyi városoktól eltérően – nem voltak függetlenek a nemesi vármegyétől, így feudális kötöttségeik a szabad királyi városokénál erősebbek voltak. Általában a legnagyobb szabadságot azok a mezővárosok élvezték, melyeknek földesura maga a király – illetve a török idők után a kamara – volt, de kedvező helyzetben voltak az egyházi vagy világi nagybirtokosok mezővárosai is. Ezzel szemben a köznemesi birtokban lévő mezővárosok általában sokkal kevesebb kiváltságot szereztek, helyzetük gyakran alig különbözött a jobbágyfalvakétól.
A mezővárosok lakosságuk foglalkozása és életvitele tekintetében nagyon sokfélék voltak, némelyikük szélsőségesen specializálódott egy-egy tevékenységtípusra (bortermelés, távolsági kereskedelem, külterjes állattartás stb.), de legnagyobb részük lényegében mezőgazdasági település volt, amely csupán kisebb vonzáskörzetben töltött be kereskedelmi funkciókat. A mezővárosok általánosságban átmeneti településtípust képeznek a "polgári" városok és a jobbágyfalvak között.

## A mezővárosok története
A 14–15. század fordulóján vált külön egymástól a szabad királyi városok és a mezővárosok csoportja.
A mezővárosok a középkori településhálózat kialakulásában, vonzáskörzetük gazdasági életének szervezésében jelentős szerepet játszottak. Lakóik főleg mezőgazdasággal foglalkoztak. Kézművesiparuk általában alacsony színvonalon állt, mivel ezt csak a földművesmunka természetes ritmusa által megengedett időszakokban űzték, kiegészítő jelleggel. Csak a feudális korszak utolsó időszakában jöttek létre mezővárosi céhek.
Bizonyos időszakokban a mezővárosok száma gyorsan növekedett, mint például Hunyadi Mátyás alatt vagy a 18. században, az országnak a török alóli felszabadulása után. Más időkben, mint a török hódoltság alatt a mezővárosok jelentős része elvesztette kiváltságait vagy el is pusztult, azonban főleg az Alföldön számos mezőváros fejlődésnek indult (például Debrecen). A hász-birtoknak minősülő mezővárosok a török időkben bizonyos jólétet élveztek és a többi településhez képest komoly fejlődési előnyre tettek szert. 1828-ban a Magyar Királyságban 692 mezőváros létezett.
Jellegzetes mezővárosi lakosságnak számítottak az alföldi civisek, akik átmenetet képeztek a parasztság és a polgárság között, köztük sok jómódú iparos is volt.
A feudalizmus 19. századi felszámolásával a mezővárosi jogállás tartalmának nagy részét elvesztette, majd 1871 után a közigazgatás átszervezésével, a polgári közigazgatás megteremtésével a mezővárosi rang végleg megszűnt, bár az egykori mezővárosok címként még másfél évtizedig (1886-ig) használhatták e megjelölést. Legnagyobb részük az új jogi kategóriák közül nagyközséggé alakult, kisebb részükből rendezett tanácsú város lett, míg egyes sikeres mezővárosokból törvényhatósági jogú város lett. Másfelől a legkisebbek közül sok még a községi közigazgatási feladatok önálló vitelére sem volt képes, ezek kisközséggé alakultak.